# Galapagar
Galapagar er en by og kommune i det centrale Spanien i Madrid-regionen. Den har et indbyggertal på 36.184 (2024) indbyggere.